# Adelocaryum coelestinum
Adelocaryum coelestinum là loài thực vật có hoa trong họ Mồ hôi. Loài này được (Lindl.) Brand mô tả khoa học đầu tiên năm 1915.